# 大熊長秀
大熊 長秀（おおくま ながひで、生年不詳 - 天正10年（1582年）3月）は、戦国時代の武将。甲斐武田氏の家臣。官途名は新左衛門尉、受領名は備前守。

## 略歴
父の大熊朝秀は越後国の上杉謙信と対立して甲斐に亡命し、譜代家老の山県昌景の同心となり、後に相備に昇格した。長秀は勝頼期に昌景の指南のもと遠江国小山に在城し、越後で謙信死後に御館の乱が発生した際には人脈を活かして上杉家との交渉に携わる。天正6年（1578年）9月末には市河信房とともに上杉家から割譲された越後妻有城に入ったという（『戦国遺文』武田氏編 - 3040号）。
天正10年（1582年）2月からの織田信長・徳川家康連合軍の甲斐侵攻に際して捕縛され、信濃で処刑されたという。これには以下の説がある。
- 『甲乱記』では「甲斐武田家の滅亡の際、甘利左衛門尉（甘利信頼?）や秋山昌成と共に勝頼から離反した」、としている。
- 『三河物語』では「娘婿の甘利甚五郎（甘利信頼?）と共に勝頼から離反した」としている。勝頼に対して弓矢鉄砲を撃ちかけた、としている。

以上から、長秀は勝頼を裏切っており、そのため織田氏からその裏切りを責められて、秋山昌成と共に処刑された可能性が高いと見られる。
妻は小幡虎盛の妹・小少将とされるが、世代的に父朝秀の事績であると考えられている。